# Марта Шведская
Принцесса Марта Шведская (швед. Prinsessan Märtha Sophia Lovisa Dagmar Thyra av Sverige og Norge, 28 марта 1901 — 5 апреля 1954) — шведская принцесса, внучка короля Оскара II и супруга наследного принца Норвегии Улафа (впоследствии короля Улафа V), мать короля Норвегии Харальда V.

## Брак и королевская жизнь

Королевская монограмма кронпринцессы Норвегии.

Принцесса Марта родилась в Стокгольме и была дочерью принца Карла Шведского и принцессы Ингеборги Датской.
Марта вышла замуж за своего двоюродного брата, наследного принца Норвегии Улафа 21 марта 1929 года. Она приняла титул Её Королевское Высочество кронпринцесса Норвегии. Их свадьба была первой королевской свадьбой за последние 340 лет в Норвегии.
Брак был счастливым во многом благодаря их искренней любви и привязанности друг к другу. В семье родилось 3 детей: Рагнхильда (1930), Астрид (1932), а также долгожданный наследник, Харальд (1937).
Кронпринцесса быстро завоевала любовь норвежского народа за свой скромный, весёлый и щедрый характер. В 1939 году, незадолго до начала Второй мировой войны в Европе, наследный принц и принцесса совершили большой визит в США. Пара подружилась с президентом Франклином Рузвельтом и его женой Элеонорой Рузвельт.

### Вторая мировая война
Наследная принцесса Марта сделала публичное заявление 26 января 1940 года, в котором она призвала норвежских женщин принять участие в мобилизационной работе. Когда Германия вторглась в Норвегию в апреле 1940 года, наследная принцесса и её дети бежали в родную Швецию, однако она не была хорошо принята. Многие шведы чувствовали, что она поставила нейтралитет Швеции в опасное положение. Некоторые даже хотели, чтобы она отправила своего трёхлетнего сына в Норвегию, где немцы провозгласили бы его королём. Но этот вариант никогда не рассматривался для принцессы Марты. По приглашению президента США Франклина Делано Рузвельта, она отправилась в США. В США она и её дети первоначально поселились в Белом доме.
Её муж уехал в Великобританию вместе с отцом-королём. Пара не виделась долгое время.
В августе 1941 года наследная принцесса Марта путешествовала с президентом Рузвельтом на борту президентской яхты и на ней она встретилась с Уинстоном Черчиллем.
Принцесса Марта провела бо́льшую часть Второй мировой войны в США, где она работала во имя своей страны. В 1942 году она посетила Лондон, чтобы принять участие в праздновании дня рождения своего свёкра. Когда она вернулась в Норвегию после войны в 1945 году, она получила прозвище «Мать нации». Принцесса полностью выполняла свою роль как кронпринцессы Норвегии и приложила огромные усилия по обеспечению стабильности и благополучия всех норвежцев.

### Смерть
После длинного периода борьбы с болезнью, Марта умерла от рака в Осло, 5 апреля 1954 года. Через три года её муж взошёл на престол под именем Улафа V.

## Титулы
- Её Королевское Высочество Принцесса Марта Шведская и Норвежская (1901—1905)
- Её Королевское Высочество Принцесса Марта Шведская (1905—1929)
- Её Королевское Высочество Кронпринцесса Норвегии (1929—1954)